# Ray Picatinny

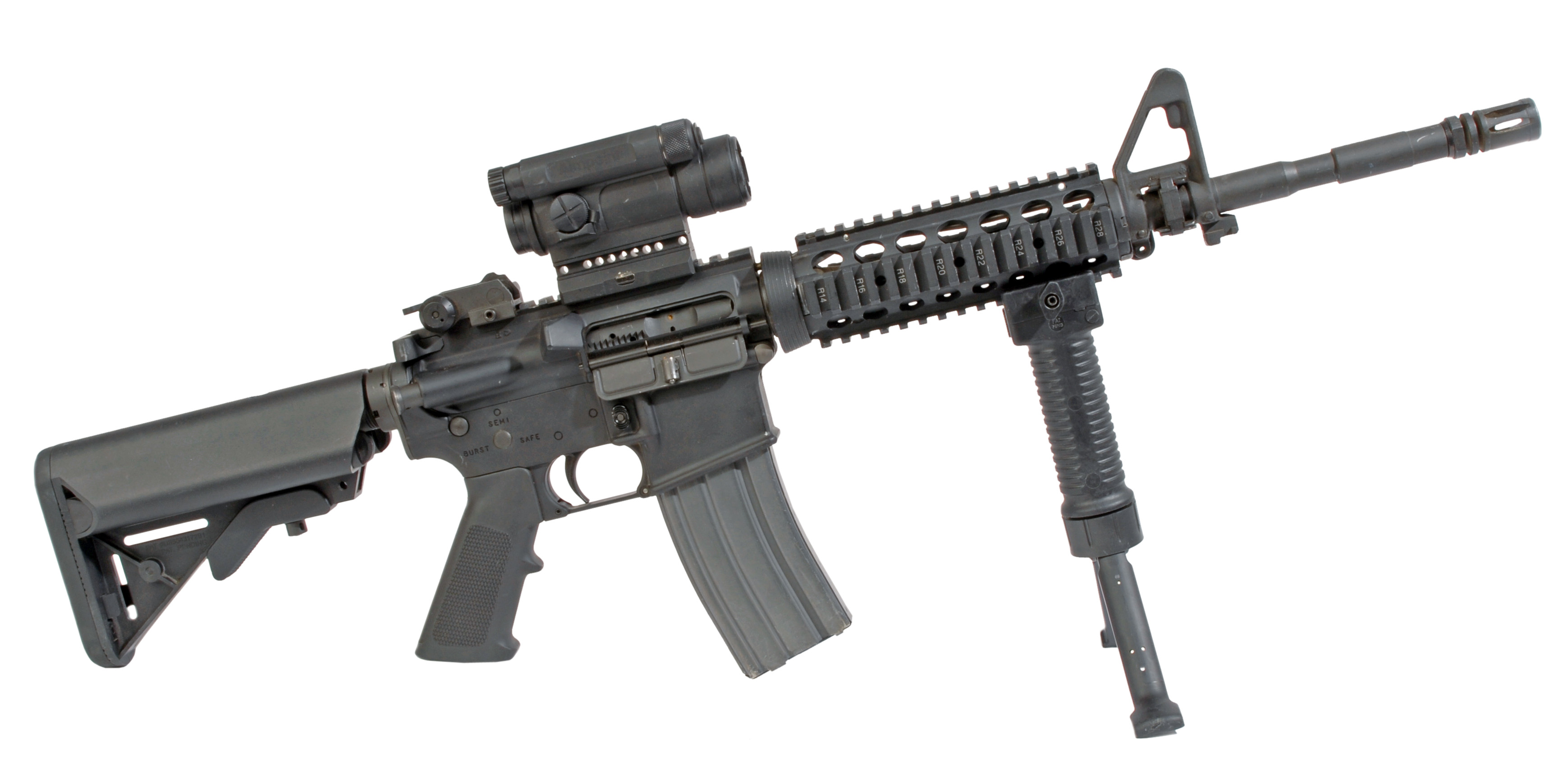
M4 carbine với bộ ray Picatinny, tay cầm phụ kiêm chân chống trước Grip Pod và ống ngắm M68 CCO

Kích thước ray Picatinny, mặt cắt ngang (đơn vị inch)

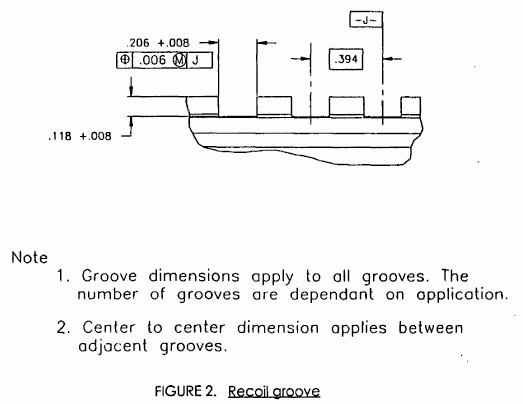
Mặt bên ray Picatinny (đơn vị inch)

Ray picatinny (/ˈpɪkətɪni/ hoặc /ˌpɪkəˈtɪni/), hoặc ngắn gọn là ray Pic, còn được gọi là ray MIL-STD-1913 hoặc ray STANAG 2324, là một tiêu chuẩn quân sự về giao tiếp lắp đặt, cung cấp một nền tảng gắn bổ sung các phụ kiện súng. Ban đầu nó được sử dụng để ống ngắm phóng đại tầm xa trên súng trường cỡ nòng lớn. Dần dà, việc sử dụng nó được mở rộng để gắn các phụ kiện khác như: điểm ruồi ngắm, đèn chiến thuật, module chiếu tia laser, thiết bị nhìn đêm, thiết bị ngắm quang điện, tay nắm phụ, chân chống trước, móc dây đeo súng và lưỡi lê.

## Ý nghĩa
Do có nhiều công dụng, đường ray và phụ kiện của Picatinny đã thay thế vị trí các điểm ruồi  trong thiết kế của nhiều loại súng. Chúng cũng được bố trí ở mặt dưới của khung ốp của một số loại súng ngắn bán tự động. Tính hữu dụng của chúng đã khiến chúng được sử dụng trong cả các loại súng sơn và airsoft.